# (6964) Kunihiko
(6964) Kunihiko est un astéroïde de la ceinture principale.

## Description
(6964) Kunihiko est un astéroïde de la ceinture principale. Il fut découvert le 15 octobre 1990 à Kitami par Kin Endate et Kazuro Watanabe. Il présente une orbite caractérisée par un demi-grand axe de 2,36 UA, une excentricité de 0,18 et une inclinaison de 5,4° par rapport à l'écliptique.

## Compléments